# Carlo Alberto Rossi
Carlo Alberto Rossi (Rimini, 30 agosto 1921 – Milano, 12 aprile 2010) è stato un compositore, editore e produttore discografico italiano.
È considerato uno dei più celebri musicisti e discografici italiani. Ha collaborato con alcuni tra i più grandi cantanti italiani, tra cui Natalino Otto, Luciano Tajoli, Fausto Cigliano, Joe Sentieri, Mia Martini, Mina e Milva.
È fratello di Alfredo Rossi, e non va confuso con il paroliere romano, quasi omonimo, Carlo Rossi.

## Biografia

### Gli inizi
Figlio di Francesco e di Fernanda Ferretti, a sette anni muove i primi passi nel mondo delle note presso l'Istituto Musicale "Lettimi" di Rimini, dove studia canto: il debutto avviene nel 1929 recitando da baritono. Vive la fanciullezza vicino a personaggi destinati a diventare "grandi": Federico Fellini e Sergio Zavoli. Con entrambi manterrà rapporti di amicizia anche nell'età adulta.

Nel 1936 si trasferisce con la famiglia a Milano, dove si iscrive al Liceo Berchet e al conservatorio Giuseppe Verdi. Al Berchet Rossi ha come compagni di scuola altri ragazzi destinati a diventare famosi: l'editore Dino Fabbri, lo scrittore Oreste Del Buono e il futuro vicepresidente dell'Inter Giuseppe Prisco.
 
Con altri studenti mette insieme un quintetto vocale, i "Barboni", che si esibiscono in vari teatri della Lombardia: è l'ingresso nel mondo dello spettacolo. Rossi può incontrare musicisti noti e cominciare a conoscere il mondo dello spettacolo milanese, a lui completamente sconosciuto. Nel 1939 scrive la sua prima canzone (la prima di più di 600 canzoni depositate), Il tango di Manuelita, edita dalle edizioni Curci, seguita da Quando piange il ciel (pubblicata solo anni più tardi dalle edizioni musicali di Vittorio Mascheroni) e, nel 1941, da Luna indiscreta e Perdonami.

Si iscrive alla Facoltà di Medicina, ma viene chiamato alle armi. Diventa ufficiale, ma anche durante il servizio militare e la guerra prosegue l'attività di musicista, scrivendo tra l'altro una commedia musicale, recitata e cantata dai commilitoni della divisione Acqui, e l'inno del 17º Reggimento fanteria e 18º Reggimento Fanteria della Divisione Acqui (tristemente nota per l'Eccidio di Cefalonia del settembre 1943).

### Compositore
Finita la guerra riprende l'attività di compositore per le Edizioni musicali Melodi, con canzoni come Conosci mia cugina? cantata da Natalino Otto e Non ho più pace per Alberto Rabagliati, ma è nel 1947 che scrive il suo primo grande successo, Amore baciami (su testo di Gian Carlo Testoni): cantata da Lidia Martorana, nei primi sei mesi del 1947 fruttò a Rossi 1 milione e 400 000 lire in diritti d'autore, e negli anni successivi fu incisa da Mina nell'album Mina 25 arrangiato da Victor Bach, Jula de Palma e Ornella Vanoni; inoltre, scelta per la colonna sonora del film La grande attrazione, verrà cantata in inglese da Pat Boone.

Rossi diviene quindi un compositore molto richiesto, e tra i motivi che scrive in questo periodo ricordiamo Can can per Nino Taranto, Ti telefono stasera per Ernesto Bonino, Louisiana, Noa Noa, È nato un tango, Pasion, Tutto gira, Con l'ukulele, Ogni finestra na canzone, Amarti con gli occhi, Di giorno in giorno (quest'ultima celebre nella versione strumentale del trombettista Harry James.
Nel 1949 fonda, insieme al fratello e a Ladislao Sugar, un editore di origine ungherese di grandi capacità imprenditoriali, leale e umano che gli ha offerto la possibilità di diventare editore, le Edizioni musicali Ariston, utilizzando una parola greca sconosciuta fino a quel momento al mondo commerciale e dimostrando grande amore per la lingua greca antica. Nello stesso anno entrò nel cda della nascente Siae. Nel 1950 sposa Lyda Sabba. Dall'unione nascono due figli: Giorgio e Rossella.
Dopo poco tempo Sugar abbandona la Ariston per rilevare dal fondatore Teddy Reno la CGD, e i due fratelli continuano da soli l'attività.
Tra i compositori di cui hanno l'esclusiva ricordiamo Armando Trovajoli, Piero Piccioni, Gino Mescoli, Gianni Ferrio, Lelio Luttazzi, Gigi Cichellero,   Pino Spotti, Bruno Zambrini, Fiorenzo Carpi, Armando Romeo, Ugo Calise.
Nel 1952 la sua canzone Nun è curaggio è ammore, interpretata da Achille Togliani, partecipò al primo Festival di Napoli.
Nel 1953 la sua canzone Acque amare, nell'interpretazione di Carla Boni (grazie anche all'arrangiamento opera dei maestri Armando Trovajoli e Cinico Angelini), riscuote al Festival di Sanremo un applauso di tre minuti e cinque secondi (record tuttora imbattuto).

Nel 1954 Palma di Maiorca, cantata poi da Nilla Pizzi, vinse il Festival della Canzone Mediterranea.
A fine luglio 1955 vince la Gondola d'oro al Primo Festival internazionale della Canzone tenutosi a Venezia con Vecchia Europa (testi di Nisa-Testoni) interpretata (per la prima e unica volta insieme) da Carla Boni, Gino Latilla ed il Quartetto Cetra accompagnati dall'Orchestra della Canzone diretta da Angelini.
Nel 1956 lascia la Ariston e fonda la C.A. Rossi Editore che raccoglie la maggioranza delle sue composizioni; i suoi brani spesso vengono tradotti in inglese ed interpretati con successo dai più grandi artisti, come Bing Crosby, Nat King Cole, Tom Jones, Sarah Vaughan: questo perché si staccano molto spesso dai canoni della melodia tradizionale italiana, attingendo al jazz e allo swing (ed infatti molte sono le rielaborazioni effettuate da grandi jazzisti delle sue musiche).
Nel 1977, vedovo da tre anni, sposa in seconde nozze Marisa Terzi, autrice di canzoni con cui ha collaborato moltissimo negli anni precedenti; a questo proposito ricordiamo, tra i numerosi autori di testi con cui ha lavorato, un non professionista: Raoul de Giusti, più noto per essere stato per anni il direttore de La Settimana Enigmistica.
Seppure Rossi abbia partecipato a 18 Festival di Sanremo, è entrato solo una volta in finale, nel 1960 con Quando vien la sera (perfino E se domani e Le mille bolle blu furono eliminate); nell'edizione 2002 del Festival ha ricevuto il premio alla carriera.
Nel 1996 affida a Victor Bacchetta la realizzazione di Bentornato C.A. Rossi, inviando a orchestre e musicisti di piano-bar il floppy-disc con basi musicali e spartiti annessi dei suoi più famosi successi, arrangiati con nuove sonorità e ritmiche.
A marzo del 2007 è stato pubblicato un triplo cd dal titolo E se domani collection (dal titolo di quella che è forse la sua canzone più famosa, scritta per Fausto Cigliano e partecipante al Festival di Sanremo 1964 ma reinterpretata con successo da Mina e da altri artisti in tutto il mondo) che contiene 58 suoi grandi classici interpretati da Nat King Cole, Dalida, Tom Jones, Sarah Vaughan, Mina, Ornella Vanoni, Milva, Natalino Otto, Fred Buscaglione, solo per citare qualche nome.
Curato dal figlio Giorgio Rossi, il cofanetto contiene molte canzoni mai pubblicate in Italia (come Le mille bolle blu cantata da Dalida o Notorius nella versione di Nat King Cole) ed anche un cd interamente dedicato alle rarità, dal provino originale di Mina che nel 1960 canta Le mille bolle blu accompagnata al piano da Rossi alle prime versioni di "Amore baciami" (1947, Lidia Martorana) e "Luna indiscreta" (1950, Natalino Otto).
Nel 2009 la Big Band 'Verona Improvisers Jazz Orchestra' ha pubblicato il cd "E se domani - The Carlo Alberto Rossi Songbook", con un omaggio jazzistico alle opere del maestro, registrato il 18 luglio 2008 in occasione del 50º Festival Violinistico Internazionale "Gasparo da Salò".

### Discografico

Un 45 giri dei Brutos della CAR Juke-Box (1968)

Nel 1958 Carlo Alberto Rossi diventa discografico (quasi in concomitanza con il fratello Alfredo, fondatore della Ariston Records), costituendo la CAR Juke Box s.r.l. (CAR è l'acronimo di 
Carlo Alberto Rossi), collegata ad un gruppo industriale torinese noto per essere il maggior importatore di juke box che allora furoreggiavano: così i suoi dischi si trovano in tutte le "macchine a gettoni" con riflessi notevoli sul lancio sia delle canzoni che dei cantanti.
La CAR Juke Box sarà attiva fino al 1975, ma pochi anni prima Carlo Alberto Rossi aveva ceduto l'etichetta a Mara Del Rio e si era ritirato dal mondo musicale (trasferendosi a Crotone); fra gli artisti che, nel corso degli anni, incideranno per questa casa discografica ricordiamo Jenny Luna, Fausto Cigliano, Joe Sentieri, Miriam Del Mare, Luciano Tajoli, Le Orme, Mia Martini, Piergiorgio Farina, Victor Bacchetta, il quartetto vocale I Caravels ed Enzo Jannacci.
Sempre nel 1958 inaugura lo studio di registrazione Fonorama con sede in via Barletta a Milano, che verrà usato sia dai suoi cantanti, sia da alcuni di altre etichette (in particolare da Mina, quando l'arrangiatore era Augusto Martelli e da quelli della Numero Uno di Lucio Battisti, come gli Acqua Fragile, e della Ricordi); per molti anni il tecnico del suono sarà Mario Carulli, coadiuvato dal 1969 al 1974 da Nicola Picca - tecnici di studio anche Pino Ciancioso, Roberto di Muro Villicich e Giancarlo Lupo - per la parte tecnica e responsabile del transfer era Abramo Pesatori, a cui subentrò Gianfranco Soldo.
Dal 1958 al 1968 Carlo Alberto Rossi gestì personalmente un dancing, il "Whisky Juke Box" di Rimini; l'intrattenitore del locale era un giovane Vittorio Salvetti, e all'inizio degli anni sessanta vi suonò spesso Pupi Avati.
È morto nel 2010 all'età di 88 anni, ed è stato sepolto al Cimitero Maggiore di Milano.

## Canzoni scritte (parziale)
Viene indicato solo il primo interprete, gli autori del testo e gli eventuali collaboratori alla musica.
- 1946 - Conosci mia cugina? per Natalino Otto e Ernesto Bonino (testo di Pinchi)
- 1947 - Amore baciami per Lidia Martorana (testo di Gian Carlo Testoni)
- 1949 - Trieste mia per Luciano Tajoli (testo di Guido Viezzoli)
- 1949 - Amarti con gli occhi per Teddy Reno (testo di Giovanna Colombi)
- 1950 - Louisiana per Flo Sandon's (testo di Gian Carlo Testoni)
- 1951 - Eco fra gli abeti per Nilla Pizzi e Achille Togliani (testo di Enzo Bonagura)
- 1952 - Nel regno dei sogni per Nilla Pizzi e Achille Togliani (testo di Annibale Papetti)
- 1953 - Acque amare per Katyna Ranieri, Carla Boni e Nilla Pizzi (testo di Nisa)
- 1953 - Stradivarius per Armando Trovajoli (strumentale)
- 1953 - Mon Pays per Flo Sandon's e Jula de Palma (testo di Nisa) - 1º premio al festival della canzone a Parigi (1954)
- 1954 - Avventura a Casablanca per Luciano Tajoli (testo di Nisa)
- 1955 - Na voce, na chitarra e ‘o poco ‘e luna (in collaborazione con Ugo Calise) per Ugo Calise (testo di Ugo Calise)
- 1955 - Vecchia Europa (testo di Nisa-Testoni) per Carla Boni, Gino Latilla, il Quartetto Cetra.
- 1955 - Non lasciarmi (in collaborazione con Ugo Calise) per Ugo Calise (testo di Ugo Calise)
- 1956 - Il cantico del cielo per Tonina Torrielli (testo di Alberto Testa)
- 1956 - Anima gemella per Clara Vincenzi e Gianni Marzocchi (testo di Gian Carlo Testoni)
- 1956 - Chitarra mia napulitana (in collaborazione con Ugo Calise) per Ugo Calise (testo di Ugo Calise)
- 1956 - I only know I love you (Me so 'mbriacato 'e sole) (in collaborazione con Ugo Calise) per Ugo Calise (testo di Ugo Calise)
- 1957 - Portame 'nzieme a te per Rossella Nardone (testo di Nisa)
- 1958 - Io sono te per Carla Boni e Cristina Jorio (testo di Alberto Testa, Biri e Raoul De Giusti)
- 1958 - Tu sei del mio paese per Gino Latilla e Natalino Otto (testo di Alberto Testa, Biri e Raoul De Giusti)
- 1958 - Al chiar di luna porto fortuna per Fred Buscaglione (testo di Alberto Testa)
- 1959 - Nun è peccato (in collaborazione con Ugo Calise) per Peppino di Capri e Helen Merrill (testo di Ugo Calise)
- 1959 - Ritroviamoci per Joe Sentieri (testo di Giorgio Calabrese)
- 1959 - La luna è un'altra luna per Gino Latilla e Natalino Otto (testo di Alberto Testa, Biri e Raoul De Giusti)
- 1960 - Quando vien la sera per Joe Sentieri e Wilma De Angelis (testo di Alberto Testa)
- 1960 - Vorrei baciarti (in collaborazione con Bruno Zambrini) per Don Marino Barreto Junior (testo di Nisa)
- 1961 - Concerto di Pierrots per I 4 Caravels (testo di Vito Pallavicini)
- 1961 - Con un cenno capirai per I 4 Caravels (testo di Vito Pallavicini)
- 1961 - Le mille bolle blu per Mina e Jenny Luna (testo di Vito Pallavicini)
- 1962 - Stanotte al luna park per Milva e Miriam Del Mare (testo di Vito Pallavicini e Biri)
- 1964 - E se domani per Fausto Cigliano e Gene Pitney (testo di Giorgio Calabrese)
- 1965 - Non a caso il destino (ci ha fatto incontrare) per Franco Tozzi e Johnny Tillotson (testo di Antartide)
- 1966 - Preghiera beat per Gene Guglielmi (testo di Giorgio Calabrese)
- 1966 - Se tu non fossi qui per Peppino Gagliardi e Pat Boone (testo di Marisa Terzi)
- 1967 - Quando vedrò per Los Marcellos Ferial e The Happenings (testo di Marisa Terzi)
- 1968 - Che vale per me per Peppino Gagliardi e Eartha Kitt (testo di Marisa Terzi)
- 1969 - Non c'è che lei per Armando Savini e Sonia (testo di Marisa Terzi)